# آیلین اش
آیلین مِـی اَش (انگلیسی: Eileen May Ash؛ ‏ ۳۰ اکتبر ۱۹۱۱ – ۳ دسامبر ۲۰۲۱) با نام‌خانوادگی دوشیزگی ویلان بازیکن حرفه‌ای کریکت و یک زن ابرصدساله اهل بریتانیا بود که در زمین بازی در پُست پرتاب‌کننده میانه راست‌دست بازی می‌کرد.
او با نام آیلین ویلان، بین سال‌های ۱۹۳۷ و ۱۹۴۸/۴۹ در هفت مسابقه تست کریکت زنان برای تیم انگلستان بازی کرد. اَش طولانی‌ترین عمر را به عنوان یک بازیکن بین‌المللی کریکت داشت و تا سن ۱۱۰ سال و ۳۴ روز زندگی کرد.

## زندگی اولیه و تحصیلات
آیلین مِـی ویلان در هایبری میدلسکس به دنیا آمد. او در مدرسه اُرسولین کانونت در ایلفورد در شرق لندن تحصیل کرد، و در آنجا کاپیتان تیم هاکی «فرست ایلون» بود و همچنین تنیس و نت‌بال هم بازی می‌کرد.

## دوران کریکت
اَش در کریکت باشگاهی برای تیم‌های ایلفورد واندررز و واگتیلز و در کریکت حرفه‌ای برای تیم‌های سیویل سرویس، میدلسکس و تیم منتخب جنوب انگلستان بازی کرد. او همچنین پیش و پس از جنگ جهانی دوم در تیم تست کریکت بازی کرد. اولین بازی او را در برابر استرالیا در نورتهمپتون در ژوئن ۱۹۳۷ انجام داد و آخرین بازی خود را در برابر نیوزیلند در اوکلند در مارس ۱۹۴۹ انجام داد. اش به عنوان یک پرتاب‌کننده متخصص، ده ویکت در تست کریکت با میانگین ۲۳٫۰۰ گرفت.
بهترین عملکرد حرفه‌ای اش در برابر تیم «ویکتوریا کانتری یازده» در یک بازی تور در ۱۹۴۹ بود که با نمایش عالی خود صد گل زد و پنج ویکت گرفت که باعث پیروزی راحت ۱۷۰ تایی انگلستان شد. او در سال ۱۹۴۹، بازیکن نامدار کریکت استرالیایی دونالد برادمن در یک رستوران فرانسوی در سیدنی ملاقات کرد و یک چوب کریکت امضا شده از او دریافت کرد.

## زندگی شغلی و بازنشستگی
اَش از سن ۱۸ سالگی در سازمان خدمات مدنی مشغول به کار شد. او در طول جنگ جهانی دوم برای خدمت در ام‌آی۶ اعزام شد و به مدت یازده سال با این سازمان همکاری کرد. اَش و همسرش در نهایت در نوریچ بازنشسته شدند. او در اواخر زندگی‌اش بازی گلف را آغاز کرد و تا سن ۹۸ سالگی آن را ادامه داد.

## ابرصدساله
اَش در سال ۲۰۱۱، نخستین بازیکن زن تست کریکت شد که به ۱۰۰ سالگی رسید. به مناسبت این رویداد، او به عنوان عضو افتخاری مادام‌العمر باشگاه کریکت مریلبون (MCC) شد. در فوریه ۲۰۱۷، هدر نایت، کاپیتان تیم ملی انگلستان، در مقاله‌ای برای بی‌بی‌سی نوشت:

من افتخار بی‌نظیری داشتم که با آیلین اَش، مسن‌ترین بازیکن تست کریکت زنده (چه مرد و چه زن)، پیش از سفرم به استرالیا برای فیلم‌برداری، دیدار کردم و او قطعاً یکی از خارق‌العاده‌ترین زنانی است که تاکنون ملاقات کرده‌ام. او ۱۰۵ سال دارد، هر هفته یوگا می‌کند و من با نوجوانانی ملاقات کرده‌ام که انرژی کمتری از او دارند! بسیار شگفت‌انگیز بود که برخی از تجربیات او از بازی کریکت برای انگلستان را بشنوم، به ویژه سفرهای دریایی که برای بازی در استرالیا انجام می‌دادند، و او همچنین مرا با روتین یوگای خود آشنا کرد. از شدت شرمندگی در مقابل این بانوی ۱۰۵ ساله، تمام عضلاتم به‌علاوه غرورم درهم شکسته است.
در ژوئیه ۲۰۱۷، اش در سن ۱۰۵ سالگی زنگ آغاز شروع بازی در فینال جام جهانی کریکت زنان ۲۰۱۷ را در زمین کریکت لورد به صدا درآورد که انگلستان در برابر هند پیروز شد. او به مدت پنج دقیقه زنگ را در زمین کریکت لورد به صدا درآورد تا ۸۰مین سالگرد نخستین حضور بین‌المللی‌اش را گرامی بدارد. برای جشن تولد ۱۰۶ سالگی خود، او سوار یک دی هاویلند تایگر موث شد. در نوامبر ۲۰۱۸، او سالن ورزشی‌ای را که به افتخار او در آکادمی هیوت در نوریچ ساخته شده بود، افتتاح کرد. در سال ۲۰۱۹، باشگاه کریکت مریلبون از پرتره‌ای از او در زمین کریکت لورد پرده‌برداری کرد.
در ژانویه ۲۰۲۱، در سن ۱۰۹ سالگی، او یکی از مسن‌ترین افراد در بریتانیا بود که واکسن کووید ۱۹ دریافت کرد. اَش در ۳۰ اکتبر ۲۰۲۱، ۱۱۰ سالگی خود را در یک خانه سالمندان در نورویچ که در آن اقامت داشت، جشن گرفت. او کمتر از پنج هفته بعد، در ۳ دسامبر ۲۰۲۱ درگذشت.